# بایاستوفیلیا
بایاستوفیلیا (انگلیسی: Biastophilia) (از یونانی biastes، " متجاوز به عنف " + -philia) و مترادف مشتق شده از لاتین آن راپتوفیلیا (انگلیسی: raptophilia) (از لاتین rapere، "تصاحب")، همچنین تجاوز به عنف پارافیلیک (انگلیسی: paraphilic rape)، انحراف جنسی است که در آن فرد ناراضی که مورد تجاوز جنسی قرار گرفته، با برانگیختگی جنسی وابسته به عمل تجاوز (به ویژه اگر از سمت یک غریبه انجام شود) پاسخ می‌دهد. برخی از لغت نامه‌ها اصطلاحات را مترادف می‌دانند، در حالی که برخی دیگر راپتوفیلیا را به عنوان انحراف جنسی‌ای تشخیص می‌دهند که در آن برانگیختگی جنسی به تجاوز واقعی به قربانی پاسخ می‌دهد.
منشأ برانگیختگی در این انحراف‌های جنسی، مقاومت وحشتناک قربانی در برابر تهاجم است و از این نظر نوعی اختلال سادیسم جنسی تلقی می‌شود.